# ティモ・サロネン
ティモ・サロネン（Timo Salonen、1951年10月8日 - ）はフィンランドの元ラリードライバー。1985年の世界ラリー選手権 (WRC) ドライバーズチャンピオン。

## 人物
巨体で、分厚い眼鏡をかけ、さらにヘビースモーカーだった（ジャーナリストに、喫煙しているところを見せないように努力していた）彼は他のドライバーより目立っていた。しかし、ラリーにおいて最速を誇るドライバーの一人であったことは今でも知られている。またその柔和な気質と、片手でステアリングを操作するスタイルから、本国ではLöysä（フィンランド語で「怠け者」）という愛称がつけられた。
主にサロネンのコ・ドライバーを務めたのは、セッポ・ハルヤンネだった。ハルヤンネは後にトミ・マキネンと共に更なる成功を収めた。ラリーからリタイアした後のサロネンは自らの会社、「Autotalo Timo Salonen」のCEOを務めている。

## 経歴

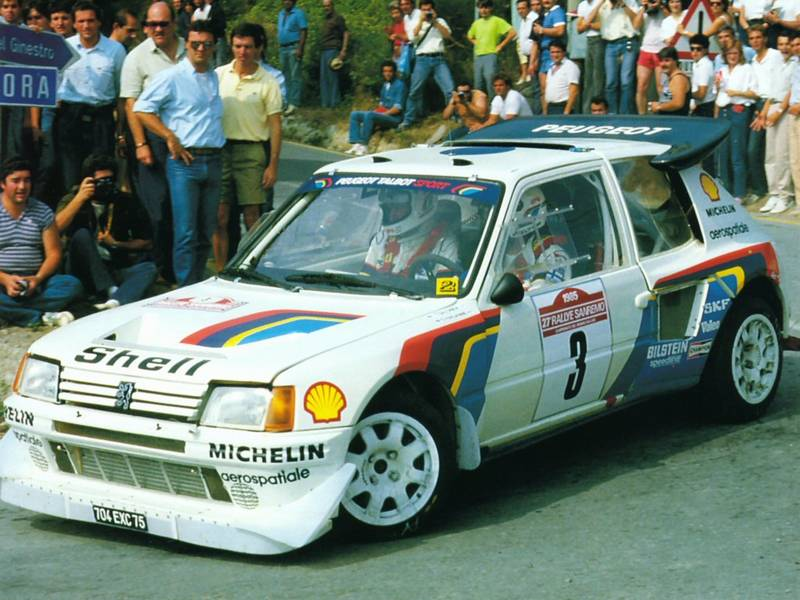
プジョー・205T16 E2をドライブするサロネン（1985ラリー・サンレモ）

サロネンが最初に世界ラリー選手権で表彰台に立ったのは、フィアット・131アバルトで参戦した1977年1000湖ラリーで2位を獲得した時である。そして次のケベック・ラリーでは優勝した。これは彼にとってわずか5戦目のWRCイベントであり、初めての母国外ラリーだった。
その後日産からワークスデビューし、主に長距離イベントを戦った。1984年の一連の好成績がジャン・トッドの目に留まり、1985年にプジョーに移籍。この年はアリ・バタネンのサポート役を務めたが、バタネンがアルゼンチンで瀕死の重傷を負った後には、ファーストドライバーとしての能力を発揮した。サロネンは4イベントに連続で勝利し、当時の記録を打ち立てた（2005年にセバスチャン・ローブが6連勝を達成するまで破られることはなかった）。そして、2位のスティグ・ブロンクビストに52ポイントの差をつけて世界チャンピオンになった。1986年もプジョーに残留したが、新しくチームに加入したユハ・カンクネンと、ランチアのマルク・アレンに次ぐ3位に終わった。
グループB廃止後の混乱の中、サロネンはマツダに移籍し、1987年にはスウェディッシュ・ラリーで優勝した。その後は三菱・ギャランVR-4で出場した1992年のラリー・ポルトガルをもって引退したが、2002年のラリー・フィンランドでは1戦限りの復帰を果たし、プジョー・206WRCで総合14位と健闘した。